# J. J. Benítez
Juan José Benítez López (Pamplona, 7 de septiembre de 1946), más conocido como J. J. Benítez, es un periodista y escritor español, conocido por sus trabajos dedicados a la ufología. En su saga novelística Caballo de Troya relata un viaje en el tiempo hasta la época de Jesús de Nazaret supuestamente llevado a cabo en la década de los 70 por militares de  Estados Unidos.
Ha realizado trabajos para la televisión, conferencias, artículos de prensa y entrevistas con testigos de fenómenos ovni. Con frecuencia, estas obras han recibido críticas negativas por parte de diversos sectores, como es el caso de los escépticos.

## Vida personal
Hijo de un chófer llamado José Benítez Bernal (Barbate, 1916-Pamplona, 1999), Juan José se casó por primera vez en Zaragoza en 1969 con Raquel, con quien tuvo 4 hijos. El matrimonio concluyó en la década de los 80, cuando el escritor comenzó una relación con Blanca Rodríguez Gómez, con quien llegaría a casarse el 28 de diciembre de 2000 en Zahara de los Atunes (Cádiz). El 26 de enero de 2021, Blanca falleció en Pamplona tras sufrir una enfermedad, como Benítez relata en su libro En Blanca y negro. En 2023 conoció a Inmaculada, su actual esposa, con quien convive en El Rompido (Huelva).

## Trayectoria
Estudió en la Universidad de Navarra la carrera de periodismo y consiguió la licenciatura en 1965. Comenzó a trabajar para el periódico La Verdad de Murcia en enero de 1966. Después pasó al periódico Heraldo de Aragón. Recorrió el mundo como enviado especial y fue periodista en varios diarios regionales españoles.
Más tarde se traslada a Bilbao, donde continúa como periodista para La Gaceta del Norte. A partir de 1974, se especializa en el tema ovni y cubre todas las noticias relacionadas con esta materia para su periódico, destacando las primeras de las cuales fueron sobre la Fuerza Aérea Española. En 1975, realiza investigaciones sobre el sudario de Turín, hecho que marcó su vida al dar origen a la serie de novelas Caballo de Troya, sobre la visión de Benítez acerca de la vida de Jesús de Nazaret. En el epílogo de la primera novela, afirma que es el primer libro donde introduce ficción (refiriéndose al viaje en el tiempo) en una obra que refleja sus investigaciones. Sin embargo, voces críticas manifiestan que esta novela inspira y plagia relatos y ensayos de otros autores.
En una entrevista, Benítez señala que Jesucristo es «el Gran Extraterrestre». Además afirma: «Los lectores se van a encontrar con el comienzo de su etapa como predicador, pero diferente a la versión oficial. Yo mismo me he sorprendido. Por ejemplo, lo que se conoce como la ceremonia del bautismo en el Jordán es más fascinante de lo que nos han contado, de que entró al agua y apareció una paloma. Lo de la paloma es un invento de los evangelistas».
En 1976 recibió de la mano del Teniente General Felipe Galarza, Jefe del Estado Mayor del Ejército del Aire Español, doce expedientes OVNI clasificados que Benítez publicaría íntegramente en su libro Ovnis: Documentos Oficiales del Gobierno Español (que posteriormente se reeditaría con el título Ovni: alto secreto). Fue la primera desclasificación de archivos OVNI en España después de que el tema OVNI fuera declarado en diciembre de 1969 como "Materia Reservada". En 1979 dejó el periodismo activo de manera temporal.
En 1992 intervino en los cursos de verano de la Universidad Complutense en El Escorial, en los que disertó sobre la problemática del tema OVNI, que dio lugar a críticas desfavorables por parte de la comunidad científica española. En este mismo año comenzó el proceso de la llamada desclasificación de archivos OVNI recogidos por el Ejército del Aire en España, que duró hasta 1999. Benítez mantuvo siempre una postura muy crítica a esa desclasificación, describiéndola como una "manipulación en toda regla". Acusó a un grupo de civiles, liderados por el investigador Vicente-Juan Ballester Olmos, de colaborar con el antiguo MOA, Mando Operativo Aéreo (actual MAC, Mando Aéreo de Combate), para desprestigiar el tema OVNI dando, según Benítez, conclusiones racionales interesadas y en muchos casos con errores técnicos.
En octubre de 2006 se publicó la octava parte de la serie Caballo de Troya (Jordán). En 2010, y pese a que no suele prologar ningún libro, escribió el prólogo a Ovnis, alto secreto, el primer libro de su amigo Marcelino Requejo. En noviembre de 2011 salió a luz Caballo de Troya 9: Caná, y en octubre de 2022 fue lanzado Caballo de Troya 12: Belén.

## Críticas
A J. J. Benítez se le acusa de realizar investigaciones poco rigurosas, que ignoran el método científico, por lo que son poco fiables o directamente erróneas. Según él mismo reconoce, «la ciencia es muy importante, pero el corazón más». También se le ha criticado porque en sus investigaciones no revela a menudo cuál es su fuente, lo cual hace que muchos crean que dicha fuente en realidad no existe.
Ha sido criticado por sostener diversas posturas pseudocientíficas y de teorías de la conspiración, como sostener que el hombre y los dinosaurios convivieron lo cual señala en varias notas periodísticas, que un poder mágico permitió transportar las estatuas de la isla de Pascua hasta su ubicación definitiva, que el pueblo dogon tuvo en el pasado contacto con extraterrestres, que el Arca de la Alianza es un arma de destrucción masiva, entre otras.
Ha sido acusado en varias ocasiones de plagio por haber copiado en varios de sus libros páginas enteras del Libro de Urantia sin mencionar la fuente original, siendo el caso más célebre el de su saga Caballo de Troya.
 Benítez ha negado estas acusaciones en multitud de ocasiones. Los textos del Libro de Urantia se consideran de dominio público en Estados Unidos desde 1983, e internacionalmente desde 2006.
A Benítez se le ha acusado asimismo de perpetrar fraudes, como en el vídeo que presentó en el episodio "Mirlo Rojo" de la serie de televisión Planeta Encantado, cuya fuente era un supuesto espía de la CIA que nunca existió según el periodista Luis Alfonso Gámez. En él se veían supuestas construcciones alienígenas en la Luna ocultadas por la NASA, asegurando que el vídeo que poseía y que los espectadores estaban viendo era alto secreto. Debido a los numerosos errores que contenía el video, como el extraño comportamento físico de los diferentes objetos, fallos en los trajes de los astronautas, etc., se realizó una investigación del mismo y se descubrió que había sido una empresa de animación la que había creado el vídeo, señalando esta a Benítez como su cliente. A su vez, Benítez se defiende de estas acusaciones, insistiendo en la veracidad de sus investigaciones y en que no se trata de obras de ficción, a pesar de no mostrar pruebas válidas ni confirmar sus fuentes. Dicho documental contiene igualmente errores en la información acerca de casi todos los aspectos técnicos de la misión del programa lunar (Apolo 11), destacándose el funcionamiento del cohete Saturno V, velocidad de escape, ubicación del sitio de alunizaje y telemetría biomédica.
El 2 de julio de 2007 se dictó una sentencia que condena a uno de los habituales detractores de J. J. Benítez, Luis Alfonso Gámez, a pagarle una indemnización de 6000 euros por haber vulnerado su honor en varias de las entradas de su blog. Si bien el fallo fue a favor del demandante, cabe señalar que no se le requirió a Gámez eliminar los escritos, puesto que no se puso en duda lo que ahí se decía, y el juez redujo la indemnización a 6000 euros frente al mínimo de 50 000 euros pedido por el demandante, ya que sentencias similares en el Tribunal Supremo han supuesto una indemnización entre los 6000 y los 18 000 euros. La sentencia es firme, puesto que Luis Alfonso Gámez optó por no recurrirla.

## Premio
- Premio Periodistas de Navarra (2021), otorgado por la Asociación de Periodistas de Navarra.[33]

## Obras
Ha publicado más de cincuenta libros en España. Esta es la lista de libros y publicaciones que ha realizado hasta la fecha:
Ensayos:
- Los Astronautas de Yavé (1980)
- El Testamento de San Juan (1988)
- Mágica fe (1994)
- Cartas a un idiota (2004)
- De la mano con Frasquito (2008)
- Jesús de Nazaret. Nada es lo que parece (2012)

Poesía:
- A solas con la mar (1990)

Ficción novela policíaca:
- El Papa rojo. La gloria del olivo (1992)

Filosofía:
- Sueños (1982)
- La otra orilla (1986)
- A 33.000 pies (1997)
- Al fin libre (2000)
- Mi Dios favorito (2002)
- Diez preguntas eternas (2006)
- En Blanca y Negro (2022)

Investigación:
- Ovnis: S.O.S a la Humanidad (1975)
- Existió otra Humanidad (1975)
- Ovni: Alto Secreto (1977) (Inicialmente titulado Ovnis: Documentos Oficiales del Gobierno Español)
- Cien mil kilómetros tras los Ovnis (1978)
- Tempestad en Bonanza (1979) (Inicialmente titulado Televisión Española: Operación OVNI)
- El Enviado (1979)
- Incidente en Manises (1980)
- Encuentro en Montaña Roja (1981)
- Los Visitantes (1982)
- Terror en la Luna (1982)
- La Gran Oleada (1982)
- El Ovni de Belén (1983)
- Los espías del Cosmos (1983)
- Los Tripulantes No Identificados (1983)
- La punta del iceberg (1983)
- Siete narraciones extraordinarias (1988)
- Yo, Julio Verne (1988)
- El misterio de la Virgen de Guadalupe (1989)
- La Quinta Columna (1990)
- Mis enigmas favoritos (1993)
- Materia reservada (1993)
- Ricky B (1997)
- 25 años de investigación: 1- Encuentro en Sudáfrica (1999)
- 25 años de investigación: 2- Franco: censura ovni (1999)
- 25 años de investigación: 3- El árbol y la serpiente (1999)
- 25 años de investigación: 4- La noche más larga (1999)
- 25 años de investigación: 5- Alto secreto (1999)
- 25 años de investigación: 6- La era ovni (1999)
- 25 años de investigación: 7- Confidencial: ¡Abatidlos! (1999)
- 25 años de investigación: 8- El mundo nunca sabrá (1999)
- 25 años de investigación: 9- El gran apagón (1999)
- 25 años de investigación: 10- UMMO (1999)
- 25 años de investigación: 11- Apolo 11: ustedes no lo creerán (1999)
- 25 años de investigación: 12- Luz negra (1999)
- 25 años de investigación: 13- Operación 23 (1999)
- Mis ovnis favoritos (2001)
- El hombre que susurraba a los «ummitas» (2007)
- Estoy bien (2014)
- Pactos y señales (2015)
- Sólo para tus ojos (2016)
- Tengo a papá. Las últimas horas del Che (2017)
- Gog. Empieza la cuenta atrás (2018)
- Enigmas y Misterios para Dummies (2019)
- Mis "Primos" (2021)
- Las Guerras de Yavé" (2023)

Documentales
- Existió otra humanidad (1977)

Serie de Televisión Planeta Encantado
1. La huella de los dioses (2003)
2. La isla del fin del mundo (2003)
3. Los señores del agua (2004)
4. El mensaje enterrado (2004)
5. El secreto de Colón (2004)
6. Un as en la manga de Dios (2004)
7. Una caja de madera y oro (2004)
8. El anillo de plata (2004)
9. Sahara Azul (2004)
10. Sahara Rojo (2004)
11. Escribamos de nuevo la historia (2004)
12. Mirlo Rojo (2004)
13. Las esferas de nadie (2004)

Novelas de ficción:
- Caballo de Troya (saga)
- Caballo de Troya 1: Jerusalén (1984)
- La rebelión de Lucifer (1985)
- Caballo de Troya 2: Masada (1986)
- Caballo de Troya 3: Saidan (1987)
- Caballo de Troya 4: Nazaret (1989)
- Caballo de Troya 5: Cesarea (1996)
- Caballo de Troya 6: Hermón (1999)
- Caballo de Troya 7: Nahum (2005)
- Caballo de Troya 8: Jordán (2006)
- Caballo de Troya 9: Caná (2011)
- Caballo de Troya 10: El día del Relámpago (2013)
- Caballo de Troya 11: El diario de Eliseo (2019)
- La Gran Catástrofe Amarilla (2020)
- Caballo de Troya 12: Belén (2022)